# Флора (Индијана)
Флора (енгл. Flora) град је у америчкој савезној држави Индијана.

## Демографија
По попису из 2010. године број становника је 2.036, што је 191 (-8,6%) становника мање него 2000. године.
| Група             | 2000.         | 2010.         |
| Белци             | 2.167 (97,3%) | 1.949 (95,7%) |
| Афроамериканци    | 12 (0,5%)     | 6 (0,3%)      |
| Азијати           | 0 (0,0%)      | 1 (0,0%)      |
| Хиспаноамериканци | 45 (2,0%)     | 53 (2,6%)     |
| Укупно            | 2.227         | 2.036         |